# Giovanni Battista Lodron

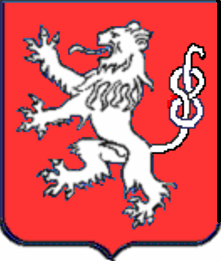
Stemma dei Lodron

Il conte Giovanni Battista Lodron (1480 – Casale Monferrato, 1555) è stato un condottiero italiano.

## Biografia
Nacque nel 1480 da Francesco I Lodron (+ post 8-10-1506) e Dina Collalto (+1507). Si sposò in prime nozze con Violante Malaspina, ed in seconde nozze con Caterina Bianca von Stampey (1480-1550), avviato da giovanissimo al mestiere delle armi, con il cugino Ludovico Lodron, servì Carlo V, suo fratello Ferdinando I e il figlio di costui,  Massimiliano II.
Il 14 gennaio del 1516 informava il capitano delle Giudicarie, Giovanni de Bayneck, del saccheggio della Val Vestino e Magasa ad opera delle milizie venete. Combatté contro i veneziani e nel 1522 difese Alessandria dai francesi. Nell'agosto del 1524, come luogotenente del conte Federico Zollern, partecipò all'assedio di Marsiglia e il 28 ottobre sconfisse pesantemente il francese Montmprency sul Ticino.
Il 2 novembre sconfisse nuovamente i francesi a Pavia e il 12 sedò una rivolta dei suoi mercenari per il mancato pagamento del soldo. Fu uno spietato e abile comandante: nel 1525 partecipò alla memorabile battaglia di Pavia e nel 1526 occupò Tortona, Cassinelle, Nizza-Monferrato e Castel Fubino, presidiato da truppe francesi, distruggendo, uccidendo senza pietà e violentando persino le monache. Prese parte a innumerevoli imprese militari ma trovò la morte nel 1555 nella difesa della fortezza di Casale Monferrato assediata dai francesi.